# 커트리나 밸프
커트리나 밸프(Caitriona Balfe, 1979년 10월 4일 ~ )는 아일랜드의 모델이자 배우이다. 학교 졸업 후 돌체 앤 가바나, 모스키노, 로베르토 카발리, 막스 마라, 보테가 베네타, H&M, 오스카르 데라렌타 등의 브랜드의 광고 모델로 활동했다. 2006년 영화 《악마는 프라다를 입는다》 후 연기자로서도 활동중이며, 특히 드라마 시리즈 《아웃랜더》의 주역 클레어 역으로 출연한 것이 유명하다.

## 출연작 목록

### 영화
| 연도 | 제목                      | 원제                  | 배역            | 비고        |
| ---- | ------------------------- | --------------------- | --------------- | ----------- |
| 2006 | 악마는 프라다를 입는다    | The Devil Wears Prada | 클래커          | 카메오 출연 |
| 2011 | 슈퍼 에이트               | Super 8               | 엘리자베스 램   |             |
| 2013 | 나우 유 씨 미: 마술사기단 | Now You See Me        | 재스민 트레슬러 |             |
| 2013 | 이스케이프 플랜           | Escape Plan           | 제시카 밀러     |             |
| 2016 | 머니 몬스터               | Money Monster         | 다이앤 레스터   |             |
| 2019 | 포드 V 페라리             | Ford v Ferrari        | 몰리 마일스     |             |
| 2021 | 벨파스트                  | Belfast               | 엄마            |             |

### 텔레비전 드라마
- 아웃랜더